# Emil Holm (maler)
 Der er flere personer med dette navn, se Emil Holm.
Niels Emil Severin Holm (14. september 1823 i Aarhus – 29. december 1863 i København) var en dansk maler.
Emil Holm var søn af maleren og organisten Peter Holm og Birgitte født "Stigsen".
Faren var oprindelig drejer, men viste kunstneriske anlæg og uddannede sig under Christian David Gebauer til landskabsmaler; dog dyrkede han musikken som sit hovedfag. Efter den 1. slesvigske krig udstillede han i København nogle panoramaer fra forskellige af kampene, hvortil han havde malet landskaberne, sønnen figurerne. Denne, der havde lært begyndelsesgrundene i Prins Ferdinands tegneskole i Aarhus, kom 1841 til København, blev sat i malerlære og besøgte Kunstakademiet; i 1844 vandt han den mindre sølvmedalje i dekorationsklassen, men gik derefter over til modelskolen og vandt 1849 den mindre, 1853 den store sølvmedalje og 1854 en pengepræmie.
Han begyndte at udstille 1854, væsentlig prospekter, rejste i 1857 udenlands og opholdt sig navnlig på Sicilien indtil begyndelsen af 1863. Et i 1859 hjemsendt billede, «Udsigt fra Taormina», vakte så megen opmærksomhed, at han samme år fik en rejseunderstøttelse på 400 Rigsdaler og i 1862 200 Rigsdaler, rimeligvis til hjemrejse. Efter et besøg i sin fødeby var han i færd med at genoptage sin kunstnervirksomhed, da døden bortrev ham 29. december 1863. Holm var ugift.

## Eksten henvisning
- Emil Holm på Kunstindeks Danmark/Weilbachs Kunstnerleksikon

- Wikimedia Commons har flere filer relateret til Emil Holm (maler)